# Pierluigi Giombini
Pierluigi Giombini (né le 11 décembre 1956 à Rome) est un compositeur, musicien et producteur italien de musique électronique. Il est aussi connu sous le pseudonyme Web.

## Biographie
Pierluigi est né le 11 décembre 1956 à Rome. Il vient d'une famille de musiciens. Son père, Marcello Giombini, était compositeur et chef d'orchestre et son grand-père était premier hautbois à l'Orchestre de l'Académie nationale Sainte-Cécile de Rome. Il étudie la composition et le piano au conservatoire de Rome. À la même époque, il trouve dans la musique électronique une nouvelle voie.
Dans les années 1980, il est l'auteur de plusieurs grands succès de l'Italo disco. Il compose, arrange et produit I Like Chopin,, Masterpiece, Lunatic pour Gazebo, You Are a Danger pour Gary Low ou encore Dolce Vita pour Ryan Paris. Dans les années 1990, il collabore en 1994 avec Brixt sur le premier titre Gotta Dance with the Music du projet dance Echo Bass.
Dans les années 2000, il crée le projet Web où il compose et produit tous les titres. Ses compositions se sont vendues à 12 000 000 d'exemplaires dans le monde entier.

## Discographie
- 1982 : Gazebo - Masterpiece
- 1982 : Gary Low - You Are A Danger
- 1983 : Natasha King - AM-FM
- 1983 : Ryan Paris - Dolce Vita
- 1983 : Gazebo - I Like Chopin
- 1984 : Gazebo - Gazebo (album)
- 1990 : Echo Bass - Gotta Dance with the Music
- 1999-2000 : Web - Lovin' Times
- 2000 : Web - Like An Angel
- 2001 : Web - Radio Heaven
- 2001 : Web - Mornings
- 2003 : Web - The Love of Yesterday
- 2006 : Web - In Your Eyes
- 2006 : D-Light : Love Sensation